# Осколки (фильм, 2017)
«Осколки» — российско-американский мелодраматический фильм режиссёра Алисы Хазановой. В главных ролях Ной Хантли, Крис Битем и Алиса Хазанова. В прокате в России — с 2 ноября 2017 года.

## Сюжет
Фильм рассказывает о людях, жаждущих прожить жизнь в ином, параллельном мире, который кажется им более благоприятным, нежели реальный.

## В ролях
| Актёры           | Персонажи    |
| ---------------- | ------------ |
| Ной Хантли       | мужчина      |
| Крис Битем       | муж          |
| Алиса Хазанова   | женщина      |
| Роб Кэмпбелл     | буфетчик     |
| Мариса Райан     | жена Маркуса |
| Дэниэл Рэймонт   | Маркус       |
| Адам Девенпорт   | гость        |
| Эри Бэркэн       | рандом № 2   |
| Роберт Гульюццо  | гость        |
| Лиз Мортон       | горничная    |
| Фабрицио Бринза  |              |
| Майк Ландри      | Бакалавр № 2 |
| Дешпяр Сингх     | гость        |
| Клаудио Белланте | Джеймс       |
| Амайа Пресс      | Эмма         |